# Thế hệ vĩ đại nhất
Thế hệ vĩ đại nhất (The Greatest Generation) là Nhân khẩu học  nhóm sau Thế hệ đã mất và trước Thế hệ im lặng. Thế hệ này thường được định nghĩa là những người sinh từ năm 1901 đến năm 1927. Họ được định hình bởi cuộc Đại suy thoái và là những người tham gia chính trong Thế chiến thứ hai.

## Từ nguyên
Thuật ngữ Thế hệ vĩ đại nhất đã được phổ biến bằng tên một cuốn sách năm 1998 của nhà báo người Mỹ Tom Brokaw. Trong cuốn sách, Brokaw đã giới thiệu sơ lược về các thành viên người Mỹ thuộc thế hệ này, những người đã trưởng thành trong cuộc Đại suy thoái và tiếp tục chiến đấu trong Thế chiến thứ hai, cũng như những người đã đóng góp vào nỗ lực chiến tranh ở mặt trận quê hương. Brokaw viết rằng những người đàn ông và phụ nữ này chiến đấu không phải vì danh tiếng hay sự công nhận, mà vì đó là "điều đúng đắn phải làm". Nhóm thuần tập này còn được gọi là thế hệ Chiến tranh thế giới thứ hai.
Tác giả William Strauss và Neil Howe đã gọi thế hệ này là Thế hệ GI trong cuốn sách năm 1991 của họ Generations: The History of America's Future. Chữ cái đầu GI ám chỉ những người lính Mỹ trong Thế chiến thứ hai.